# Eberschwang
Eberschwang es una localidad del distrito de Ried im Innkreis, en el estado de Alta Austria, Austria, con una población estimada a principio del año 2018 de 3351 habitantes. 
Se encuentra ubicada al oeste del estado, cerca de la frontera con Alemania y del río Eno —un afluente derecho del río Danubio—.